# Altadena
Altadena è un Census-designated place nella Contea di Los Angeles in California (Stati Uniti d'America). Si trova a nord della città di Pasadena e dista circa 23 km dal centro della città di Los Angeles.